# Wodzostwo
Wodzostwo - forma organizacji społeczno-politycznej o zhierarchizowanej i scentralizowanej formie, charakteryzująca się redystrybucyjnym systemem ekonomicznym. Rozwój wodzostwa i stabilizacja mogą doprowadzić do powstania struktury państwowej.

## Definicje
Nie istnieje jedna spójna definicja wodzostwa. Wśód cech wspólnych wielu definicji wyróżnić można pewien stopień centralizacji społeczeństwa, na czele którego stoi osoba określana wodzem.
W 1971 w swojej pracy Primitive Social Organisation. An Evolutionary Approach Elman Service umieścił wodzostwo jako jedną z czterech kategorii społeczeństw: grupa (band), społeczeństwo segmentarne (segmentary society), wodzostwo (chiefdom), państwo (state).
W 1981 roku Robert Carneiro sformułował wodzostwo jako formę społeczeństwa, charakteryzującą się centralizacją władzy, nierównością oraz posiadaniem przynajmniej dwóch (dziedzicznych) klas: elit oraz reszty społeczeństwa. Wyróżnił od wodzostwo proste oraz złożone.
Kristian Kristiansen podzielił wodzostwa na kolektywne i indywidualistyczne. Te pierwsze opierają się na zarządzaniu surowcami poprzez kontrolę produkcji żywności oraz wyprawianie uczt, często cechują się wspólnotowym konstruowaniem monumentów. Wodzostwa indywidualistyczne opierają się na bogactwie warstwy elit, manifestowanej przez oznaki statusu, takie jak ubiór czy ozdoby. Kristensen uważał, że wodzostwa kolektywne często ewoluowały w archaiczne państwa scentralizowane, natomiast te indywidualistyczne - w stratyfikowane społeczeństwa zdecentralizowane, a następnie w państwa feudalne.

## Przykłady
Archeolodzy i antropolodzy kulturowi zidentyfikowali występowanie wodzostwa praktycznie na całym świecie. Przykładowe wodzostwa to np.
- Hawaje, które były wodzostwem w momencie przybycia białych odkrywców, jednak pod wpływem kultury europejskiej i amerykańskiej przekształciły się w państwo[3]
- Coosa na obszarze dzisiejszego stanu Georgia w USA[4]